# Itzan Escamilla
Itzan Escamilla Guerrero (Madrid, 31 de octubre de 1997) es un  actor español, conocido principalmente por su papel de Samuel García en la serie de Netflix Élite (2018).

## Biografía
Nacido en Madrid el 31 de octubre de 1997, es hijo de un productor de televisión y una modelo. Estudió interpretación en Madrid, en la Escuela de Cristina Rota.

## Carrera profesional
Empezó su carrera como actor participando en obras de teatro como Los Universos paralelos de David Lindsay-Abaire en la que coincidió con actrices de la talla de Malena Alterio y Belén Cuesta, y haciendo apariciones capitulares en diversas series españolas.
Trabajó en la serie de televisión española Víctor Ros, emitida en 2016, donde interpretó el papel de Juan, hijastro del protagonista, siendo su primer personaje de larga duración en la televisión. Además, intervino en episodios de series como Centro Médico, Seis hermanas y El final del camino. En 2017 tuvo una pequeña aparición en la serie de ficción histórica El Ministerio del Tiempo de Televisión española, encarnando el personaje de Simón Bolívar. Dio vida a Francisco de joven en la serie de Netflix Las chicas del cable, estrenada en 2017.
El 5 de octubre de 2018 estrenó la serie de Netflix Élite interpretando a Samuel García, un estudiante que, tras el derrumbe de su instituto, recibe una beca para estudiar en un prestigioso colegio. Gracias a este papel, el actor se dio a conocer fuera de las fronteras españolas llegando a alcanzar los 7.2 millones de seguidores en sus perfiles públicos en redes sociales.
En febrero de 2020 se estrenó en la gran pantalla protagonizando Planeta 5000 junto a Kimberley Tell, del director aragonés Carlos Val.

## Filmografía

### Televisión
| Año       | Título                               | Cadena   | Rol                     | Notas                                      |
| --------- | ------------------------------------ | -------- | ----------------------- | ------------------------------------------ |
| 2016      | Seis hermanas                        | La 1     | Gorrilla                | 1 episodio                                 |
| 2016      | Centro Médico                        | La 1     | Francisco “Isco”        | 1 episodio                                 |
| 2016      | Víctor Ros                           | La 1     | Juan                    | 7 episodios                                |
| 2017      | El Ministerio del Tiempo             | La 1     | Simón Bolívar (joven)   | Episodio: «Tiempo de ilustrados»           |
| 2017      | El final del camino                  | La 1     | Gonzalo                 | 2 episodios                                |
| 2017      | Las chicas del cable                 | Netflix  | Francisco Gómez (joven) | 3 episodios                                |
| 2018–2022 | Élite                                | Netflix  | Samuel García Domínguez | Protagonista; 40 episodios (temporada 1-5) |
| 2020      | Memorias de Idhún                    | Netflix  | Jack (voz)              | Protagonista; 10 episodios                 |
| 2021      | Élite historias breves: Carla Samuel | Netflix  | Samuel García Domínguez | Protagonista; 3 episodios                  |
| 2021      | Élite historias breves: Samuel Omar  | Netflix  | Samuel García Domínguez | Protagonista; 3 episodios                  |
| 2024      | Midnight Family                      | Apple TV | Bernardo                | Personaje principal; 10 episodios          |

### Cine
| Año  | Título             | Rol           | Director           |
| ---- | ------------------ | ------------- | ------------------ |
| 2020 | Planeta 5000       | Sergio        | Carlos Val         |
| 2024 | Traición Santa     | Rocky Jackson | Álex de la Iglesia |
| 2024 | Un lío de millones | Sergio        | Susan Béjar        |
| 2025 | Subsuelo           | TBA           | Fernando Franco    |

### Teatro
| Año  | Título                  | Director           |
| ---- | ----------------------- | ------------------ |
| 2017 | Los universos paralelos | David Serrano      |
| 2025 | El efecto               | Juan Carlos Fisher |